# 探索者46號
探索者46號（Explorer 46）是一顆美國太空總署發射的衛星，為探索者計畫的一部分。1972年8月13日15:10UTC ，探索者46號搭載偵察兵火箭從瓦洛普斯飛行設施（Wallops Flight Facility）發射升空。

## 任務內容
探索者46號的設計目的是提供低地球軌道流星和微流星的頻率和穿透能量數據。探索者46號由一艘覆蓋有太陽能電池的六圓柱形巴士組成。使用發射後延伸的保險桿面板偵測並測量流星撞擊情況，使衛星呈現出風車般的外觀。衛星的中心樞紐進行了速度和撞擊實驗。
當保險桿靶從衛星上延伸出來時，總寬度為701.50 公分（276.18 英吋）。截至1972年12月，保險桿面板記錄了20次流星體撞擊。一組電容探測器在同一時期記錄了超過兩千次微流星體撞擊。